# مقلى
مقلى هي مدينة، تتبع تيغراي، بلغ عدد سكانها 323,700 نسمة، في 2015، تبلغ مساحتها 24٫44 كيلومتر مربع.

## المناخ
يظهر الجدول التالي التغييرات المناخية على مدار السنة لمقلى:
| البيانات المناخية لـمقلى          | البيانات المناخية لـمقلى | البيانات المناخية لـمقلى | البيانات المناخية لـمقلى | البيانات المناخية لـمقلى | البيانات المناخية لـمقلى | البيانات المناخية لـمقلى | البيانات المناخية لـمقلى | البيانات المناخية لـمقلى | البيانات المناخية لـمقلى | البيانات المناخية لـمقلى | البيانات المناخية لـمقلى | البيانات المناخية لـمقلى | البيانات المناخية لـمقلى |
| الشهر                             | يناير                    | فبراير                   | مارس                     | أبريل                    | مايو                     | يونيو                    | يوليو                    | أغسطس                    | سبتمبر                   | أكتوبر                   | نوفمبر                   | ديسمبر                   | المعدل السنوي            |
| --------------------------------- | ------------------------ | ------------------------ | ------------------------ | ------------------------ | ------------------------ | ------------------------ | ------------------------ | ------------------------ | ------------------------ | ------------------------ | ------------------------ | ------------------------ | ------------------------ |
| متوسط درجة الحرارة الكبرى °م (°ف) | 23 (73)                  | 24 (75)                  | 25 (77)                  | 26 (79)                  | 27 (81)                  | 27 (81)                  | 27 (80)                  | 23 (73)                  | 25 (77)                  | 24 (75)                  | 23 (73)                  | 22 (72)                  | 24.3 (75.8)              |
| المتوسط اليومي °م (°ف)            | 19.5 (67.1)              | 20.5 (68.9)              | 21.5 (70.7)              | 22.5 (72.5)              | 23.5 (74.3)              | 23.5 (74.3)              | 20.5 (68.9)              | 20.0 (68.0)              | 21.5 (70.7)              | 20.5 (68.9)              | 19.5 (67.1)              | 18.5 (65.3)              | 20.9 (69.7)              |
| متوسط درجة الحرارة الصغرى °م (°ف) | 16 (61)                  | 17 (63)                  | 18 (64)                  | 19 (66)                  | 20 (68)                  | 20 (68)                  | 18 (64)                  | 17 (63)                  | 18 (64)                  | 17 (63)                  | 16 (61)                  | 15 (59)                  | 17.6 (63.7)              |
| معدل هطول الأمطار مم (إنش)        | 36 (1.4)                 | 10 (0.4)                 | 25 (1)                   | 46 (1.8)                 | 36 (1.4)                 | 30 (1.2)                 | 200 (7.9)                | 220 (8.5)                | 36 (1.4)                 | 10 (0.4)                 | 30 (1.2)                 | 41 (1.6)                 | 720 (28.2)               |
| المصدر: Weatherbase               |                          |                          |                          |                          |                          |                          |                          |                          |                          |                          |                          |                          |                          |

## مدن توأم
المدن التوأم:
- الرملة
- فيتن
- بايبورت.

## أعلام
- تسغابو غرماي
- هايل إبراهيموف